# Abd-ar-Razzaq al-Maymandí
Abd-ar-Razzaq Abu-l-Fat·h ibn Àhmad ibn Hàssan al-Maymandí, més conegut simplement com a Abd-ar-Razzaq al-Maymandí (segle xi) fou un visir gaznèvida de la segona meitat del segle xi. Era fill de Xams-al-Kufat Àhmad ibn Hàssan al-Maymandí, visir dels sultans Mahmud ibn Sebüktigin (998-1030) i Massud (I) ibn Mahmud (1030-1040). La família al-Maymandí va servir els gaznèvides durant almenys tres generacions i el seu nebot, Abu-Naṣr (o Abu-l-Muàyyid) Mansur ibn Saïd ibn Àhmad ibn Hàssan fou ministre de guerra del sultà Ibrahim ibn Massud (1059-1099). Les dates de les vides de tots ells són desconegudes.
Abd-al-Razzaq va començar la seva carrera segurament als darrers anys de Mahmud de Gazni, prop del 1030, però en aquell temps el seu pare va caure en desgràcia i no va recuperar el favor fins que el sultà següent, Massud (I) ibn Mahmud, va arribar al tron (1030); llavors el seu pare i ell mateix, que havien estat empresonats a Nandana, al Panjab, foren alliberats (1031). Formà part de l'administració de Massud (I) i és esmentat diversos cops per l'historiador Bayahki.
Va participar en la batalla de Dandakan contra els seljúcides on els gaznèvides van patir una greu derrota de la que de fet ja no es van recuperar. Sota el que aviat fou successor de Massud (I), Mawdud ibn Massud (1041-1048) va arribar al lloc més alt de l'administració i fou nomenat tercer visir i darrer visir. Va servir set anys fins a la mort de Mawdud (1048 o potser desembre del 1049). Va deposar els seus dos successors, Massud (II) ibn Mawdud i Alí ibn Masud que van mostrar signes d'incompetència i als que no va deixar governar més de tres o quatre setmanes; avançat 1049, segons la data tradicional o el 24 de gener del 1050, segons l'historiador Ibn Baba Kashani, va proclamar a Abd-al-Raixid ibn Mahmud, que havia estat empresonat pel seu pare a Mandes, i al que havia fet alliberar per portar al tron.
Sota el nou sultà va exercir segurament també com a visir, ja que no n'apareix cap més esmentat. El regnat d'Abd-al-Raixid no fou llarg i a la seva mort el 1052 o 1053, i després de la breu usurpació del turc Toghril (40 dies fins que fou assassinat), va servir també ben segur sota el següent sultà Farrukhzad ibn Massud (1052-1059) tot i que no com a visir.
Al final del regnat d'aquest, va ser la font dels esdeveniments del temps del seu pare per a l'historiador Bayhaki. No se sap quan va morir però fou en temps del sultà Ibrahim ibn Massud (1059-1099).